# Ampezzo
Ampezzo is een gemeente in de Italiaanse provincie Udine (regio Friuli-Venezia Giulia) en telt 1137 inwoners (31-12-2004). De oppervlakte bedraagt 73,5 km², de bevolkingsdichtheid is 16 inwoners per km².
De volgende frazioni maken deel uit van de gemeente: Cima Corso, Oltris, Voltois.

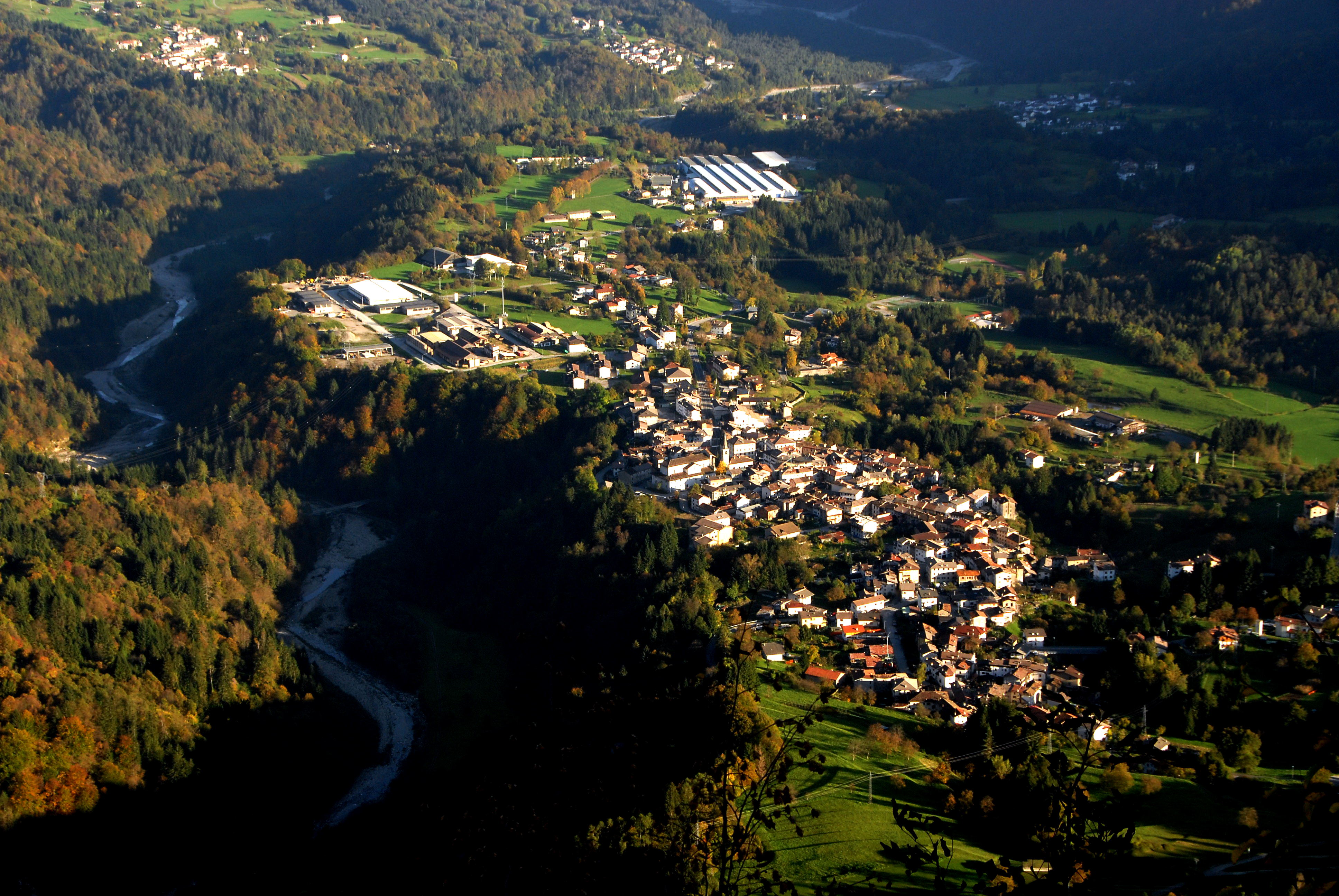
Ampezzo
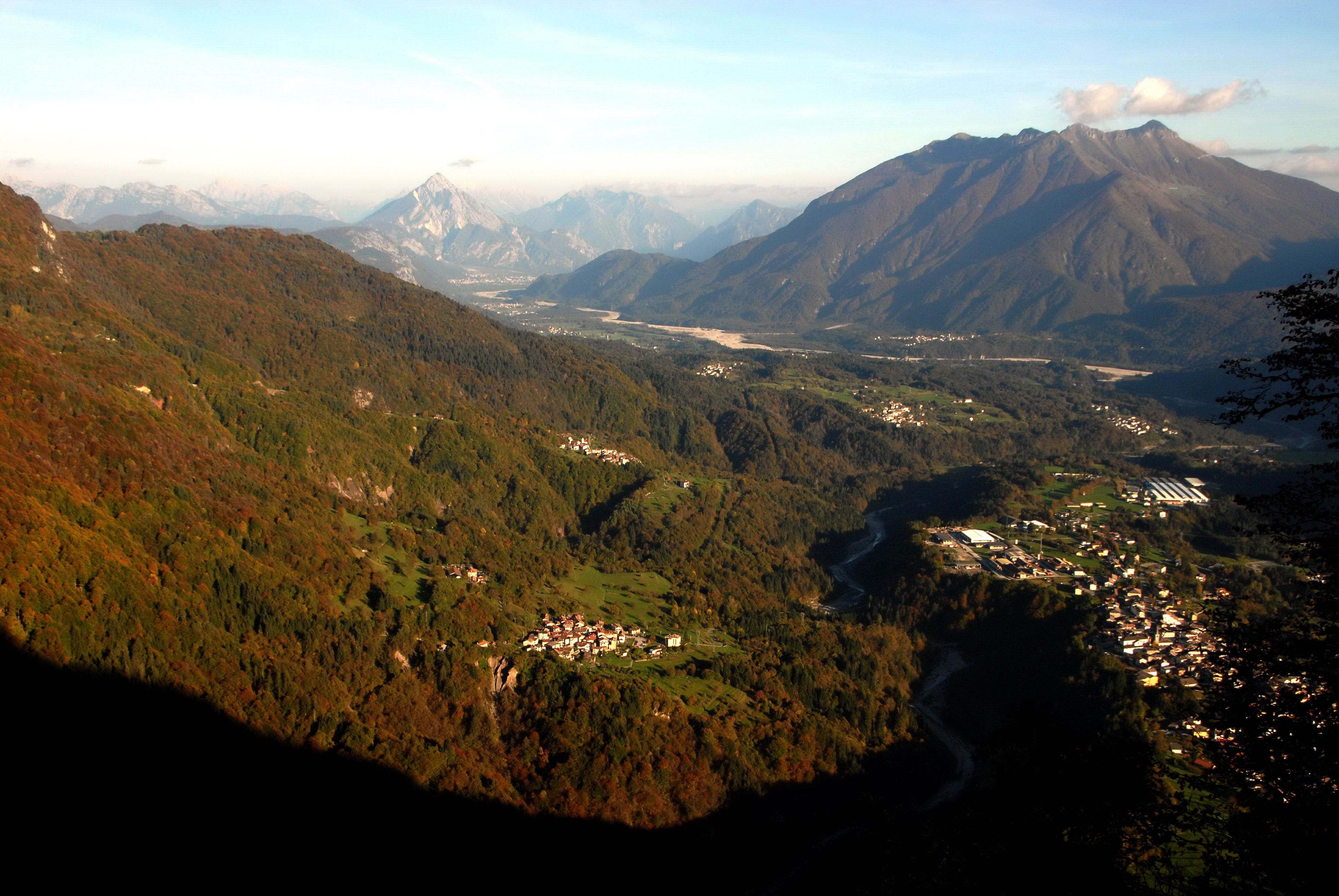
Tagliamento bij Ampezzo

## Demografie
Ampezzo telt ongeveer 542 huishoudens. Het aantal inwoners daalde in de periode 1991-2001 met 9,8% volgens cijfers uit de tienjaarlijkse volkstellingen van ISTAT.
| Jaar | Inwoneraantal |
| ---- | ------------- |
| 1991 | 1287          |
| 2001 | 1161          |

## Geografie
De gemeente ligt op ongeveer 560 m boven zeeniveau.
Ampezzo grenst aan de volgende gemeenten: Forni di Sotto, Ovaro, Sauris, Socchieve.